# Liste d'espèces de mammifères décrites entre 1986 et 1990
De nouvelles espèces vivantes sont régulièrement définies chaque année.
L'apparition d'une nouvelle espèce dans la nomenclature peut se faire de trois manières principales :
- découverte dans la nature d'une espèce totalement différente de ce qui est connu jusqu'alors,
- nouvelle interprétation d'une espèce connue qui s'avère en réalité être composée de plusieurs espèces proches mais cependant bien distinctes. Ce mode d'apparition d'espèce est en augmentation depuis qu'il est possible d'analyser très finement le génome par des méthodes d'étude et de comparaison des ADN, ces méthodes aboutissant par ailleurs à des remaniements de la classification par une meilleure compréhension de la parenté des taxons (phylogénie). Pour ce type de création de nouvelles espèces, deux circonstances sont possibles : soit une sous-espèce déjà définie est élevée au statut d'espèce, auquel cas le nom, l'auteur et la date sont conservés, soit il est nécessaire de donner un nouveau nom à une partie de la population de l'ancienne espèce,
- découverte d'une nouvelle espèce par l'étude plus approfondie des spécimens conservés dans les musées et les collections.

Ces trois circonstances ont en commun d'être soumises au problème du nombre de spécialistes mondiaux compétents capables de reconnaître le caractère nouveau d'un spécimen. C'est une des raisons pour lesquelles le nombre d'espèces nouvelle chaque année, dans une catégorie taxinomique donnée, est à peu près constant. 
Pour bien préciser le nom complet d'une espèce, le (ou les) auteur(s) de la description doivent être indiqués à la suite du nom scientifique, ainsi que l'année de parution dans la publication scientifique. Le nom donné dans la description initiale d'une espèce est appelé le basionyme. Ce nom peut être amené à changer par la suite pour différentes raisons.
Dans la mesure du possible, ce sont les noms actuellement valides qui sont indiqués, ainsi que les découvreurs, les pays d'origine et les publications dans lesquelles les descriptions ont été faites.

## 1986

### Espèces vivantes décrites en 1986

#### Marsupiaux
- Sminthopsis archeri Van Dyck, 1986

Dasyuridé.

#### Chiroptères
- Falsitrellus mackenziei Kitchener, Caputi et Jones, 1986

Vespertilionidé endémique d'Australie.
- Pipistrellus adamsi Kitchener, Caputi et Jones, 1986

Vespertilionidé.

#### Lagomorphes
- Ochotona iliensis Li et Ma, 1986

Ochotonidé.

### Espèces fossiles décrites en 1986

#### Périssodactyles
- Hallensia matthesi Franzen et Haubold, 1986

Équidé découvert dans l'Éocène de Messel en Allemagne.

## 1987

### Espèces vivantes décrites en 1987

#### Marsupiaux
- Dasyurus spartacus Van Dyck, 1987

Dasyuridé découvert en Nouvelle-Guinée.

#### Insectivores
- Crocidura ansellorum Hutterer et Dippenaar, 1987

Musaraigne découverte en Zambie.
- Crocidura canariensis Hutterer, Lopez-Jurado et Vogel, 1987

Musaraigne découverte à Fuerteventura (Canaries) .

#### Chiroptères
- Vespadelus baverstocki (Kitchener, Jones et Caputi, 1987)

Vespertilionidé endémique d'Australie.
- Vespadelus finlaysoni (Kitchener, Jones et Caputi, 1987)

Vespertilionidé.
- Vespadelus troughtoni (Kitchener, Jones et Caputi, 1987)

Vespertilionidé endémique d'Australie.

#### Primates
- Hapalemur aureus Meier, Peyriéras, Rumpler et Wright, 1987

Découvert à Madagascar
- Pithecia aequatorialis Hershkovitz, 1987

Cébidé (►Wikispecies)

#### Rongeurs
- Praomys misonnei Van der Straeten et Dieterlen, 1987
- Oxymycterus hucucha Hinojosa, Anderson et Patton, 1987

### Espèces fossiles ou subfossiles (1987)
- Leptictidium tobieni Koenigswald et Storch, 1987

Proteuthérien pseudorhyncocyonidé découvert dans l'Éocène de Messel en Allemagne.
- Europolemur koenigswaldi Franzen, 1987

Primate notharctidé.
- Canariomys tamarani Lopez-Martinez et Lopez-Jurado, 1987

Muridé découvert dans l'Holocène de la Grande Canarie

## 1988

### Espèces décrites en 1988

#### Marsupiaux
- Pseudantechinus ningbing Kitchener, 1988

Dasyuridé découvert en Australie.
- Pseudantechinus woolleyae Kitchener et Caputi, 1988

Dasyuridé.

#### Insectivores
- Crocidura arabica Hutterer et Harrison, 1988

Musaraigne (Soricidés) découverte au Yémen et à Oman.
- Crocidura dhofarensis Hutterer et Harrison, 1988

Musaraigne (Soricidés) découverte à Oman

#### Primates
- Sifaka de Tattersall (Propithecus tattersalli Simons, 1988)

Découvert à Madagascar.

#### Rongeurs
- Sicista armenica Sokolov & Basknich, 1988

Dipodidé.

#### Lagomorphes
- Ochotona gaoligongensis Wang, Gong et Duan, 1988

Ochotonidé.

## 1989

### Espèces vivantes décrites en 1989

#### Rongeurs
- Mallomys gunung Flannery, Aplin et Groves et Adams, 1989

Muridé découvert en Indonésie.
- Mallomys istapantap Flannery, Aplin, Groves et Adams, 1989

Muridé découvert en Indonésie et Papouasie-Nouvelle-Guinée.
- Mastomys verheyeni Robbins et Van der Straeten, 1989
- Microhydromys musseri Flannery, 1989
- Akodon kofordi Myers et Patton, 1989
- Akodon siberiae Myers et Patton, 1989
- Apodemus hermonensis Filippucci, Simson et Nevo, 1989

Rongeur découvert sur le mont Hermon.

### Espèces éteintes décrites en 1989

#### Primates
- Godinotia neglecta (Thalmann, Haubold et Martin, 1989)

Notharctidé.

## 1990

### Espèces vivantes décrites en 1990
- Dendrolagus scottae Flannery et Seri, 1990
- Echymipera davidi Flannery, 1990

Marsupial péramélidé
- Crocidura bottegoides Hutterer et Yalden, 1990

Musaraigne  découverte en Éthiopie.
- Crocidura harenna Hutterer et Yalden, 1990

Musaraigne (Soricidés) découverte en Éthiopie
- Leontopithecus caissara Lorini et Persson, 1990 (►Wikispecies)

Primate découvert dans l'île de Superagui, au sud de São Paulo, au Brésil.
- Solomys spriggsarum Flannery et Wickler, 1990
- Melomys spechti Flannery et Wickler, 1990
- Praomys mutoni Van den Straeten et Dudu, 1990
- Abrocoma boliviensis Glanz et Anderson, 1990

Rongeur découvert en Bolivie (deux spécimens, collectés en 1926 et 1955).
- Akodon sanctipaulensis Hershkovitz, 1990

Rongeur.
- Akodon lindberghi Hershkovitz, 1990

Rongeur.
- Akodon juninensis Myers, Patton et Smith, 1990

Rongeur.
- Makalata occasius Emmons & Freer, 1990

Échimyidés.
- Muntiacus gongshanensis Ma, 1990

Cervidé découvert dans le Yunnan (Chine).

### Sous-espèces nouvelles (1990)
- Callicebus personatus barbarabrownae Hershkovitz, 1990
- Stenella longirostris centroamericana Perrin, 1990
- Stenella longirostris orientalis Perrin, 1990

### Espèces fossiles et subfossiles (1990)
- Nimbacinus dicksoni Archer et Muirhead, 1990

Thylacinidé découvert au Queensland (Australie).